# 慈雲院 (下呂市)
慈雲院（じうんいん）は岐阜県下呂市乗政にある薬師如来を本尊とする臨済宗妙心寺派の寺院で、山号を光明山と称する。
創建不詳。もとは大威徳寺の子院であったと伝わるが、その廃絶とともに禅昌寺の末寺となったという。中興は慶長5年（1603年）で禅昌寺5世功叔宗輔を中興開山とする。明治の神仏分離以前は乗政八幡神社の別当を務めており、現在でも隣り合って敷地がある。
益田西国三十三霊場のうち乗政の真観堂（14番、聖観世音菩薩）を受け持っている。また、令和3年（2021年）から始まった下呂温泉周遊七福神めぐりでは大黒天を祀る霊場となっている。